# 伊勢神宮便り
伊勢神宮便り（いせじんぐうだより）は、東海ラジオ放送で放送されている宗教番組である。放送日時は、毎週金曜日5時35分からの5分間（以前は日曜早朝の午前6時20分からの5分間だった）番組である。製作は伊勢神宮。
教義的な内容は少なく、折々の伊勢神宮における祭事案内が主体となっている。
2018年10月5日より、安蒜豊三 きょうもよろしくの内包番組となっているが、放送時間はほとんど変わっていない。
2022年秋改編により同年9月30日からfirst touchの内包番組となる。
この時、放送開始時間は5時30分からに変更された。
| スタブアイコン | サブスタブ | この項目は、まだ閲覧者の調べものの参照としては役立たない、ラジオ番組に関連した書きかけの項目です。この項目を加筆・訂正などしてくださる協力者を求めています（P:ラジオ/PJ:放送番組）。 |